# Capheris
Genre
Capheris est un genre d'araignées aranéomorphes de la famille des Zodariidae.

## Distribution
Les espèces de ce genre se rencontrent en Afrique australe et en Inde.

## Liste des espèces
Selon World Spider Catalog (version 24, 26/07/2023) :
- Capheris abrupta Jocqué, 2009
- Capheris apophysalis Lawrence, 1928
- Capheris approximata (Karsch, 1878)
- Capheris brunnea (Marx, 1893)
- Capheris crassimana (Simon, 1887)
- Capheris decorata Simon, 1904
- Capheris escheri Reimoser, 1934
- Capheris fitzsimonsi Lawrence, 1936
- Capheris kunenensis Lawrence, 1927
- Capheris langi Lawrence, 1936
- Capheris oncka Lawrence, 1927
- Capheris stillata Simon, 1905
- Capheris subtilis Jocqué, 2009

## Systématique et taxinomie
Ce genre a été décrit par Simon en 1893 dans les Zodariidae.

## Publication originale
- Simon, 1893 : Histoire naturelle des araignées. Paris, vol. 1, p. 257-488 (texte intégral).